# 명상

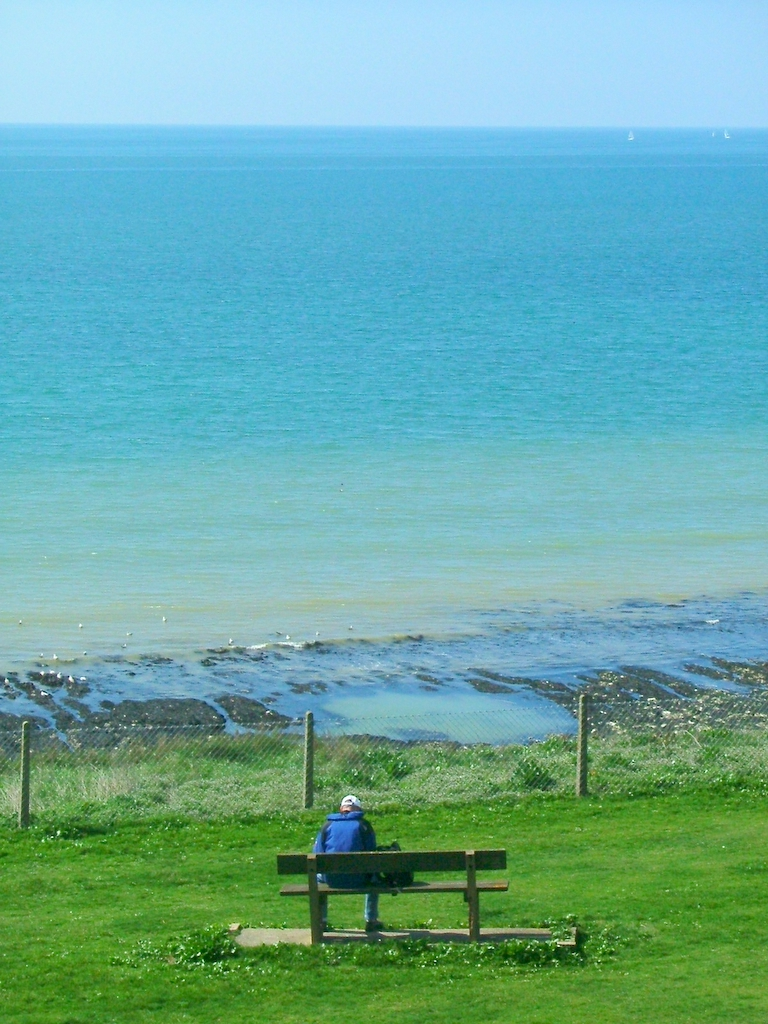
자연적 명상 - 묵상 또는 사색

명상(瞑想·冥想, 영어: meditation)은 고요히 눈을 감고 잡생각'을 하지 않는 것으로 종종 마음을 깨끗이 하고, 스트레스를 줄이며, 휴식을 촉진시키거나, 마음을 훈련시키는 데 사용된다. 앉아 있는 동안 (특정한 주문) 만트라를 반복하는 방법이나, 자신의 호흡을 관조하는 방법 등이 있고, 조용한 환경에서 눈을 감고 있을 때 할 수 있다. 수많은 종교적 전통과 신앙이 존재했던 고대부터, 즉 인류 역사 약 5000년 이전부터 명상이 행해졌다. 19세기 이래로, 명상은 아시아에서 서구 유럽으로 퍼졌다. 명상은 가능한 건강적 영향을 정의하기 위해 심리학, 신경학 및 심혈관 분야에서 연구되고 있다.
명상은 자신의 참된 자아를 깨닫기 위해서 마음을 집중시키는 일을 가리킨다. 다만 명상을 지도하는 단체의 성격, 집중의 목적, 집중의 대상에 따라서 여러 가지 형태로 명상이 나뉠 수 있다. 현대적 의미의 명상은 마음을 집중해서 얻게 되는 신체적 심적 이득을 목적으로하는 대체의학 또는 심리치료의 성격이 강하며, 전통적 의미의 명상은 명상을 지도하는 수행단체나 종교단체의 이념과 관계가 깊다.
현대 과학에 의해서 많은 부분(뇌와 명상의 관계나, 명상과 심리 등)이 연구 되고 밝혀지고 있으며, 예를 들어 명상을 할 때의 두뇌의 파장 등을 검증하여 이것이 두뇌 및 신체 호르몬에 주는 영향 등이 논문으로 발표되었다. 깨달음을 포함한 명상의 많은 부분들은 여전히 과학적 검증이 필요한 영역으로 남아있으며 탐구의 대상으로 보고 있다.
2007년 미국 정부의 연구에 따르면 미국 성인 (2,000만명 이상)의 약 9.4%가 지난 12개월 안에 명상을 한 적이 있으며 이는 2002년의 7.6%(1,500만명 이상)에서 상승한 것이다. 대한민국의 빅3 대형병원에는 암치료에 명상의 유익한 효과가 의학적으로 검증이 되어서 암환자들의 건강증진을 위한 명상센터가 모두 개설 운영되고 있다.

## 개요

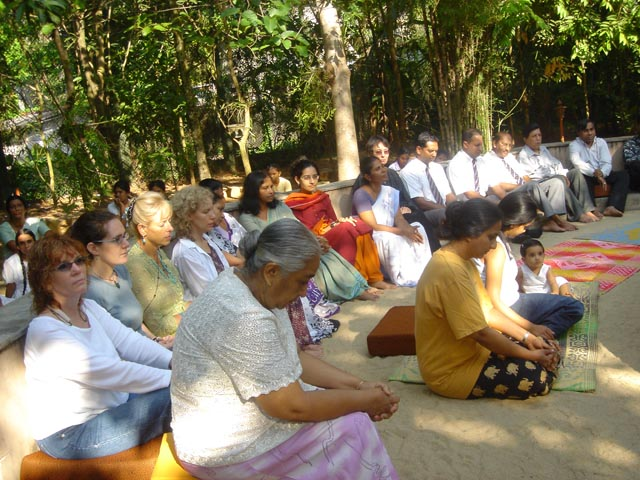
이른 아침에 스리랑카에서 군중들이 모여 묵상을 하고 있다.

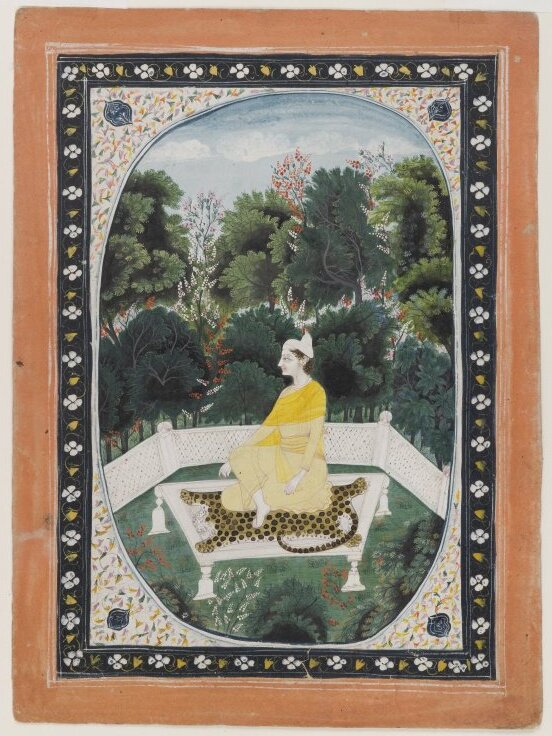
Man Meditating in a Garden Setting

어원학을 보면 영어 명상은 "생각하고, 생각하고, 생각하고, 깊이 생각하다"를 의미하는 동사 메디 타리에서 라틴어 명상에서 파생된다
구약에서, hāgâ (히브리어 : הגה)는 한숨이나 또한 묵상하는 것을 의미 한다. 히브리어 성경이 헬라어로 번역되었을 때, hāgâ는 그리스어 melete가 되었다. 그런 다음 라틴어 성경은 하마 / 멜 레테를 명상으로 번역했다. 정식 단계적 명상 과정의 일부로 meditatio라는 용어를 사용하는 것은 12 세기의 Guigo II 스님을 통해서 시작되었다.
그것의 역사적인 사용법은 그렇다하고, 숙고 기간은 불교와 힌두교에 있는 dhyāna로 불리는 동부 쪽 영적인 수행에 대한 연습을 위한 번역으로 소개되었다. Sanskrit 뿌리 dhyai에서 오고, 숙고하거나 명상하기 위하여 의미한 것이다.
영어로 "명상"이라는 용어는 또한 이슬람 수피즘(Jimish Kabbalah and Christian Hesychasm)과 같은 다른 전통들도 참고할 수 있다. 예를 들어, 2003년에 출판 된 "명상"에 관한 편집 된 책에는 힌두교, 불교도, 도교, 유대교, 기독교 및 이슬람 전통을 묘사하는 저자의 장 기여도가 포함되어있다. 학자들은 "현대의 용법에 들어간 명상"이라는 용어는 기독교에서 "숙고"라는 용어와 유사하지만 많은 경우에 현대의 명상과 비슷한 관행은 단순히 "기도"라고 불렸다. 기독교, 유대교, 이슬람형 명상은 전형적으로 경건이나 성서 또는 주제이지만 아시아 형 명상은 종종 순수한 과학적 영역인 테크니카로도 확인하였다.

## 역사
명상의 역사는 그것이 수행된 고대 요가(Yoga)나 이러한 영향을 받은 종교적 맥락과 밀접하게 연관되어 있다. 일부 저자들은 명상 방법의 요소인 집중 주의력을 위한 능력의 출현과, 인간 생물학적 진화의 최신 단계에 기여했을 것이다. 명상에 대한 가장 초기의 언급은 인도의 힌두 베다(Hindu Vedas of India)에서 볼 수 있다. 윌슨은 가장 유명한 베다 진언 "가야트리"를 "우리의 경건한 의식에 영향을 미치는 신성한 사비 트리의 그 바람직한 빛에 대해 묵상합니다."(Rigveda : Mandala-3, Sukta-62, Rcha-10). 기원전 6 ~ 5세기 경에는 네팔과 인도의 힌두교, 자이나교, 초기 불교뿐만 아니라 중국의 유교와 도교를 통해 다른 형태의 명상이 이루어졌다.
서쪽에서 20세기 경 알렉산드리아 필로(Philo of Alexandria)는 관심(prosoche)과 집중(concentration)을 포함하는 어떤 형태의 "영적 훈련"을 썼으며 Plotinus는 명상적인 기술을 개발했다.
기원전 1세기까지 거슬러 올라간 팔리 캐논(Pāli Canon)은 인도의 불교 묵상을 해방을 향한 한 걸음으로 여기고 있다. 불교가 중국에 퍼져 나갔을 때, CE 100년까지 기록된 Vimalakirti Sutra에는 명상에 대한 여러 구절이 명시되어 있으며, 선(중국의 Chan, 베트남의 Thiền, 한국의 Seon)을 가리킨다. 실크로드 전송 불교의 다른 아시아 국가에 명상을 도입하고 653에서 첫 번째 명상 홀 싱가포르에서 열렸으며. 도옌은 중국에서 1227년경에 돌아와 명상을 소개하였다

## 의미

### 현대적 의미
1971년 초 클라우디오 나랑호(Claudio Naranjo)는 "명상이라는 단어는 명상이 무엇인지 정의하는 데 어려움을 겪을 수 있도록 서로 충분히 다른 다양한 관습을 지정하는 데 사용되었다." 현대 과학 공동체 내에서 보편적이거나 널리 받아 들여지는 명상을 위한 필요하고 충분한 기준에 대한 정의가 부족하며, 하나의 연구는 최근에 "문헌에서 합의가 지속적으로 결여되어있다"는 것과 "명상을 정의하는 데 있어서 다루기 힘든 것"으로 지적했다.
대중적인 용법에서 "명상"이라는 단어와 "명상적인 관행"이라는 문구는 종종 많은 문화와 전통에서 발견되는 광범위하게 유사한 관행 또는 관행 집합을 지정하기 위해 부정확하게 사용되었다.
명상을 정확하게 정의하는 것이 어려운 점은 여러 다양한 전통의 특수성을 인식해야한다는 것이다. 명상을 수행하는 것이 무엇을 의미하는지에 대한 명상의 한 전통의 이론 사이에는 차이가 있을 수 있다. 서로 멀리 떨어져서 성장해 온 다양한 전통들 사이의 차이점은 더욱 분명하지 않을 수 있다. 정확하게 "명상은 무엇인가"를 정의하는 것은 현대 과학자들에게 어려움을 초래했다. 과학적 검토는 연구자가 연구 결과를 명확하게 하기 위해 수행되는 명상의 유형을보다 명확하게 정의하려고 시도한다고 제안했다. 테일러는 특정한 신앙(예를 들어 "힌두교" 또는"불교")을 기준으로 하여 명상을 정의하였다.

## 같이 보기
- 선(禪)
- 묵상
- 분노 조절
- 위파사나
- 쓸모없는 암 치료 요법 목록
- 바이오피드백
- 토머스 머턴